# Liste der Senatoren der Vereinigten Staaten aus Florida
Die Liste der Senatoren der Vereinigten Staaten aus Florida führt alle Personen auf, die jemals für diesen Bundesstaat dem Senat angehört haben, nach den Senatsklassen sortiert. Dabei zeigt eine Klasse, wann dieser Senator wiedergewählt wird. Die Wahlen der Senatoren der class 1 fanden im Jahr 2024 statt; die Senatoren der class 3 wurden zuletzt im November 2022 gewählt.

## Klasse 1

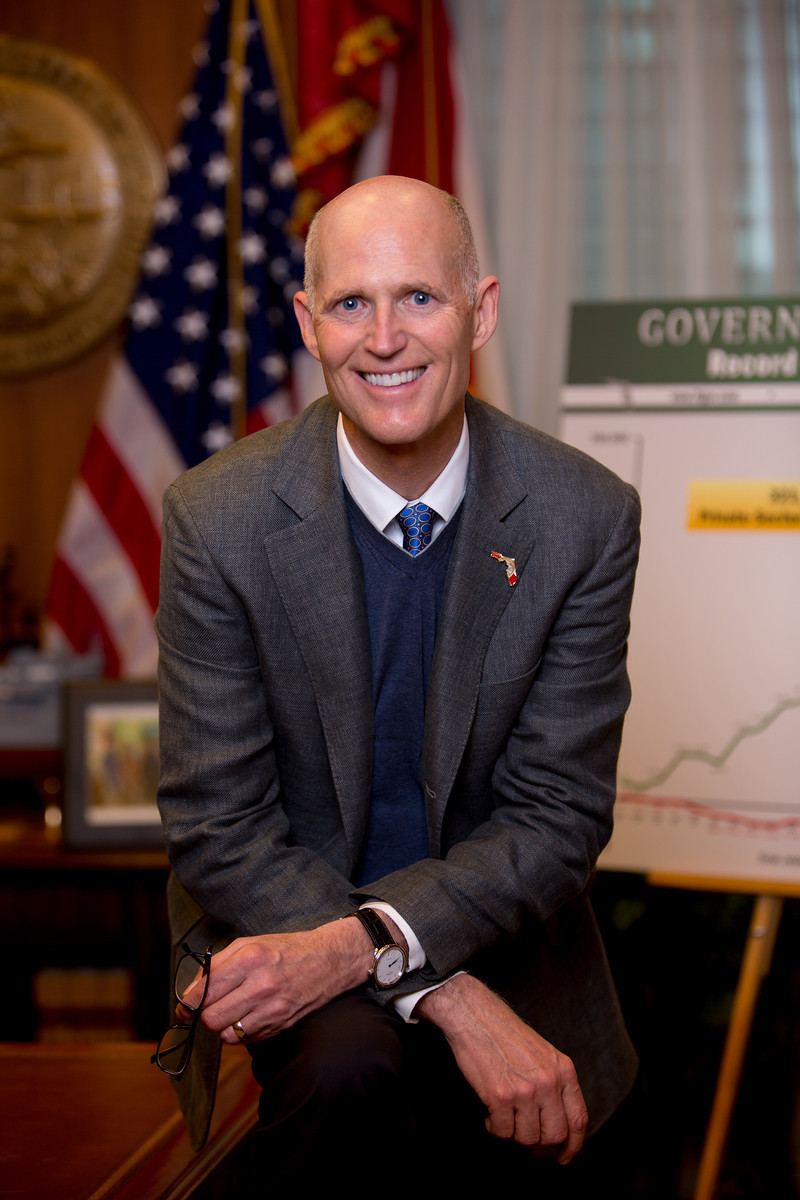
Rick Scott (2013)

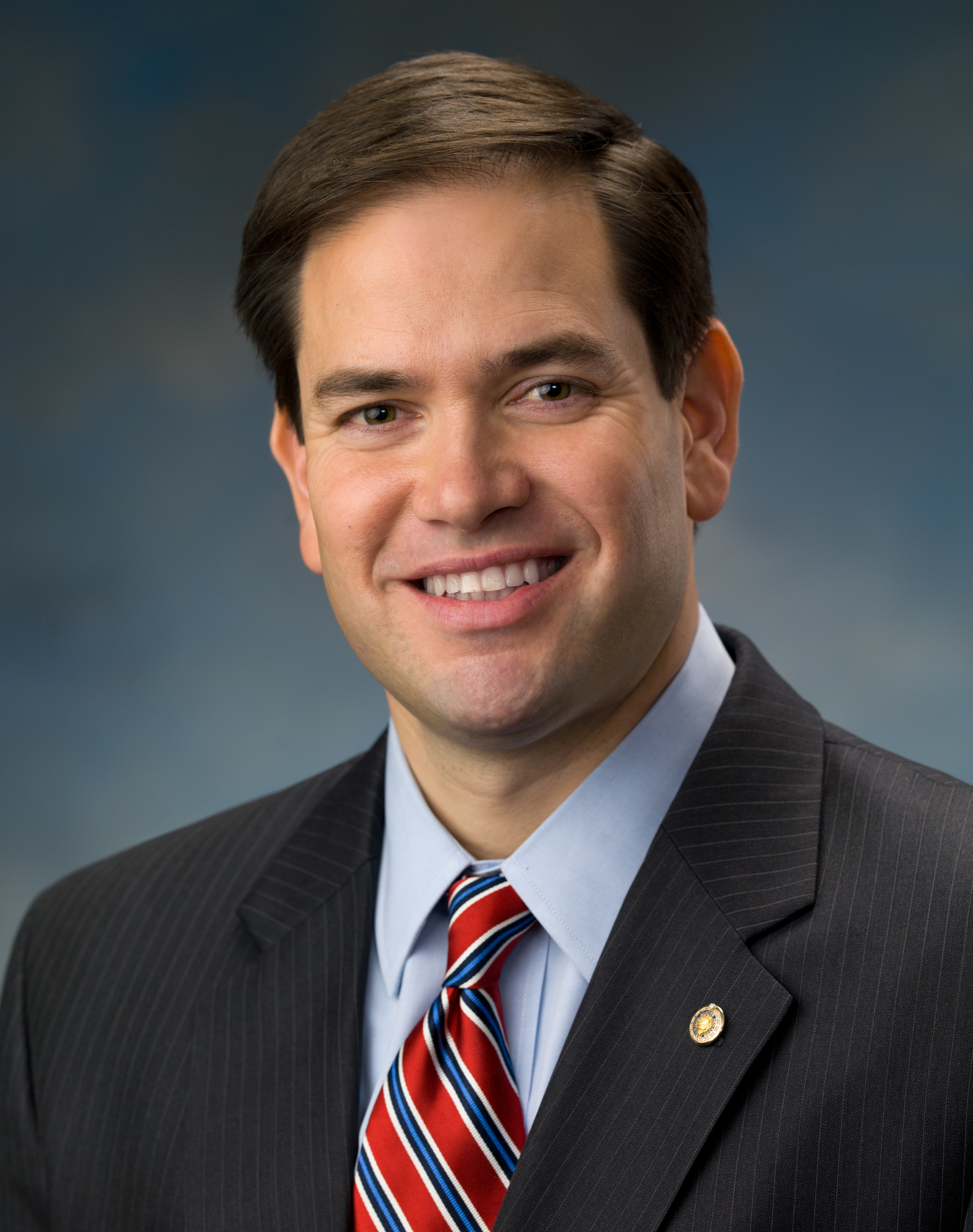
Marco Rubio

Florida ist seit dem 3. März 1845 US-Bundesstaat und hatte bis heute 16 Senatoren der class 1. Während des Sezessionskrieges stellte Florida keinen Senator.
| Name                             | Amtszeit  | Partei       | Lebensdaten                             |
| -------------------------------- | --------- | ------------ | --------------------------------------- |
| David Levy Yulee                 | 1845–1851 | Demokrat     | 12. Juni 1810 – 10. Oktober 1886        |
| Stephen Russell Mallory          | 1851–1861 | Demokrat     | 1812/13 – 9. November 1873              |
| vakant                           |           |              |                                         |
| Adonijah Strong Welch            | 1868–1869 | Republikaner | 12. April 1821 – 14. März 1889          |
| Abijah Gilbert                   | 1869–1875 | Republikaner | 18. Juni 1806 – 23. November 1881       |
| Charles William Jones            | 1875–1887 | Demokrat     | 24. Dezember 1834 – 11. Oktober 1897    |
| Samuel Pasco                     | 1887–1899 | Demokrat     | 28. Juni 1834 – 13. März 1917           |
| James Piper Taliaferro           | 1899–1911 | Demokrat     | 30. September 1847 – 6. Oktober 1934    |
| Nathan Philemon Bryan            | 1911–1917 | Demokrat     | 23. April 1872 – 8. August 1935         |
| Park Trammell                    | 1917–1936 | Demokrat     | 9. April 1876 – 8. Mai 1936             |
| Scott Marion Loftin              | 1936      | Demokrat     | 14. September 1878 – 22. September 1953 |
| Charles Oscar Andrews            | 1936–1946 | Demokrat     | 7. März 1877 – 18. September 1946       |
| Spessard Lindsey Holland         | 1946–1971 | Demokrat     | 10. Juli 1892 – 6. November 1971        |
| Lawton Mainor Chiles             | 1971–1989 | Demokrat     | 3. April 1930 – 12. Dezember 1998       |
| Cornelius Alexander McGillicuddy | 1989–2001 | Republikaner | * 29. Oktober 1940                      |
| Clarence William Nelson          | 2001–2019 | Demokrat     | * 29. September 1942                    |
| Richard Lynn Scott               | seit 2019 | Republikaner | * 1. Dezember 1952                      |

## Klasse 3
Florida hatte bis heute 20 Senatoren der class 3.
| Name                        | Amtszeit  | Partei       | Lebensdaten                          |
| --------------------------- | --------- | ------------ | ------------------------------------ |
| James Diament Westcott      | 1845–1849 | Demokrat     | 10. Mai 1802 – 19. Januar 1880       |
| Jackson Morton              | 1849–1855 | Whig         | 10. August 1794 – 20. November 1874  |
| David Levy Yulee            | 1855–1861 | Demokrat     | 12. Juni 1810 – 10. Oktober 1886     |
| vakant                      |           |              |                                      |
| Thomas Ward Osborn          | 1868–1873 | Republikaner | 9. März 1833 – 18. Dezember 1898     |
| Simon Barclay Conover       | 1873–1879 | Republikaner | 23. September 1840 – 19. April 1908  |
| Wilkinson Call              | 1879–1897 | Demokrat     | 9. Januar 1834 – 24. August 1910     |
| Stephen Russell Mallory Jr. | 1897–1907 | Demokrat     | 2. November 1848 – 23. Dezember 1907 |
| William James Bryan         | 1907–1908 | Demokrat     | 10. Oktober 1876 – 22. März 1908     |
| William Hall Milton         | 1908–1909 | Demokrat     | 2. März 1864 – 4. Januar 1942        |
| Duncan Upshaw Fletcher      | 1909–1936 | Demokrat     | 6. Januar 1859 – 17. Juni 1936       |
| William Luther Hill         | 1936      | Demokrat     | 17. Oktober 1873 – 5. Januar 1951    |
| Claude Denson Pepper        | 1936–1951 | Demokrat     | 8. September 1900 – 30. Mai 1989     |
| George Armistead Smathers   | 1951–1969 | Demokrat     | 14. November 1913 – 20. Januar 2007  |
| Edward John Gurney          | 1969–1974 | Republikaner | 12. Januar 1914 – 14. Mai 1996       |
| Richard Bernard Stone       | 1975–1980 | Demokrat     | 22. September 1928 – 28. Juli 2019   |
| Paula Hawkins               | 1981–1987 | Republikaner | 24. Januar 1927 – 3. Dezember 2009   |
| Daniel Robert Graham        | 1987–2005 | Demokrat     | 9. November 1936 – 16. April 2024    |
| Melquiades Rafael Martinez  | 2005–2009 | Republikaner | * 23. Oktober 1946                   |
| George Stephen LeMieux      | 2009–2011 | Republikaner | * 21. Mai 1969                       |
| Marco Antonio Rubio         | 2011–2025 | Republikaner | * 28. Mai 1971                       |
| Ashley Brooke Moody         | seit 2025 | Republikaner | * 28. März 1975                      |